# Hawker Fury
L'Hawker Fury è un caccia biplano britannico sviluppato nel periodo tra le due guerre mondiali (da non confondere con il quasi omonimo caccia imbarcato Sea Fury del 1945).
Caratterizzato dal muso affusolato, curato al fine di migliorare il coefficiente di penetrazione aerodinamica e valorizzare al meglio le prestazioni del motore Kestrel V12, il Fury è stato il primo caccia inglese a superare le 200 miglia orarie (320 km/h) e la manovrabilità dimostrata lo rese adatto ad impieghi acrobatici.
Nato in un periodo di rapide evoluzioni tecnologiche, il Fury cedette il campo, in un lasso di tempo piuttosto breve, a macchine di concezione più moderna o alimentate da motori più potenti.
Tra i suoi meriti ci fu quello di essere una sorta di progenitore dell'Hurricane: quest'ultimo, nato dalla stessa penna, nei primi disegni veniva infatti indicato come "Fury monoplane".

## Sviluppo
La storia del Fury comincia nel 1927 quando, da un prototipo destinato a rispondere alle richieste di un caccia per la marina (lo Hoopoe, "Upupa"), la Hawker sviluppò un aereo dotato di motore Rolls-Royce a 12 cilindri a V, inizialmente denominato F.XI.
L'aereo che ne derivò, ribattezzato Hornet ("Calabrone"), venne presentato all'Olympia Show del 1929 (matricola J9682) dove sbalordì gli osservatori. Quando due settimane dopo, dotato di motore con compressore, sfrecciò alla velocità di 330 km/h, risultò evidente che i requisiti della più recente specifica emessa dall'Air Ministry erano superati dagli eventi.
Ben presto si provvide ad emettere una nuova specifica (13/30), mentre l'Hornet venne acquistato dall'Air Ministry che ordinò altri tre velivoli alla Hawker Aircraft Ltd., per le prove di valutazione. Tra lo stupore generale, venne disposto che il nome dell'aereo diventasse Fury. Allo stesso tempo il motore venne denominato Kestrel ("Gheppio").
Da questo momento le vicende del Fury saranno legate a doppio filo all'evoluzione (ed alla disponibilità) del motore Kestrel: negli anni si scatenò, infatti, una sorta di competizione filosofica tra i fautori del motore radiale e coloro che, come Sydney Camm (capo progettista della Hawker), propendevano per propulsori con architettura "V-12"; il Fury sarà più volte paragonato, per prestazioni e costi operativi, al Gloster Gladiator (dotato di motore radiale Bristol Mercury). Tale competizione porterà risultati concreti, soprattutto tramite lo sviluppo di motori sempre più potenti e linee sempre più aerodinamiche. Nello specifico, tuttavia, il Fury ne uscirà penalizzato: le forniture del motore Kestrel verranno destinate, di preferenza, alla costruzione dell'Hawker Hart e la mancanza di propulsori che potessero costituire valida alternativa, unitamente alla comparsa dei primi prototipi di velivoli monoplano (tra i quali l'Hawker Hurricane), faranno in modo che la produzione non raggiunga picchi elevati e che la vita operativa termini relativamente presto.
Dalla cellula del Fury derivò una versione imbarcata ribattezzata Nimrod.

## Descrizione tecnica

### Struttura
Caratterizzato dalla struttura interamente metallica, il Fury era un biplano ad ali dritte, arrotondate alle estremità ma non rastremate, delle quali quella superiore era in posizione più avanzata rispetto a quella inferiore.
Il rivestimento era metallico nella parte anteriore (fino all'abitacolo, che era ancora di tipo scoperto); il resto della fusoliera, le ali e gli impennaggi erano rivestiti in tela. Gli alettoni erano disposti esclusivamente sull'ala superiore e garantivano estrema sensibilità ai comandi e l'aereo aveva buone caratteristiche di rollio.
Nel ventre della fusoliera, poco prima dell'abitacolo del pilota, era ospitato il radiatore per il liquido di raffreddamento del motore che sporgeva con la caratteristica presa d'aria.
Il carrello era fisso e le due ruote anteriori erano collegate fra loro da una barra trasversale. In coda era ospitato il classico, per l'epoca, pattino d'atterraggio.

### Motore
Il motore "standard" del Fury è il Rolls Royce Kestrel, primo motore inglese ad essere realizzato con la tecnica del monoblocco. Utilizzato in varie versioni, ad iniziare dalla IIS, e dotato di compressore centrifugo e impianto di raffreddamento pressurizzato, arrivò a sviluppare potenze nell'ordine dei 710 hp con l'ultima versione utilizzata sul Fury (VI).
Diversi furono i tentativi fatti per utilizzare altre motorizzazioni, sia in ragione della scarsa disponibilità del Kestrel (destinato di preferenza ad equipaggiare altri velivoli), sia in base alle richieste degli utilizzatori finali.
Nel primo caso è senz'altro da evidenziare il tentativo riguardante l'installazione del Rolls Royce Goshawk ("Astore"), sviluppo del Kestrel e dotato di sistema di raffreddamento basato sulla condensazione di vapore. Tale motorizzazione si rivelò tuttavia inadeguata, in quanto i pesanti apparati di condensazione influenzavano le prestazioni velocistiche del Fury.
Tra i Fury prodotti per l'esportazione alcuni, uno per la Jugoslavia e 3 per la Spagna, furono richiesti con motore Hispano-Suiza 12N oppure 12X (sempre di tipo "V-12"); ancora la Jugoslavia richiese la consegna di un esemplare dotato del "V-12" Lorraine Petrel Hfrs (da 710 CV), ma nonostante le buone risultanze delle prove, la richiesta non ebbe seguito di produzione.
Diverse furono le richieste per esemplari con motore radiale: le forze armate norvegesi chiesero il 14 cilindri Armstrong Siddeley Panther, la Persia (dal 1935 adottò il nuovo nome di Iran) chiese nel 1933 l'installazione del 9 cilindri Pratt & Whitney Hornet oppure, l'anno successivo, dei Bristol Mercury.

### Armamento
L'armamento standard del Fury era costituito da due mitragliatrici Vickers Mk III (da 7,7 mm), che munite di sincronizzatore sparavano attraverso il disco dell'elica.
Solo la Jugoslavia, nella seconda richiesta di velivoli, chiese l'installazione di quattro mitragliatrici.

## Impiego operativo
Le prime consegne avvennero nel 1931 ed i Fury andarono ad occupare le file del 43° Fighter Squadron della RAF; in totale vennero equipaggiati 6 Fighter Squadron.
Il primo impiego in battaglia avvenne nel corso della Guerra di Spagna, ad opera dell'aviazione repubblicana.
Nonostante fossero ormai datati, alcuni Fury vennero impiegati nel corso del secondo conflitto mondiale: gli esemplari sudafricani vennero impiegati in Africa orientale contro le forze italiane, mentre l'aviazione jugoslava vide i Fury impegnati contro le truppe dell'Asse, al momento dell'invasione.
Per il resto, al momento dell'inizio della guerra, tutti gli esemplari costruiti erano già stati ritirati dalle diverse forze armate che ne avevano fatto uso.

## Versioni

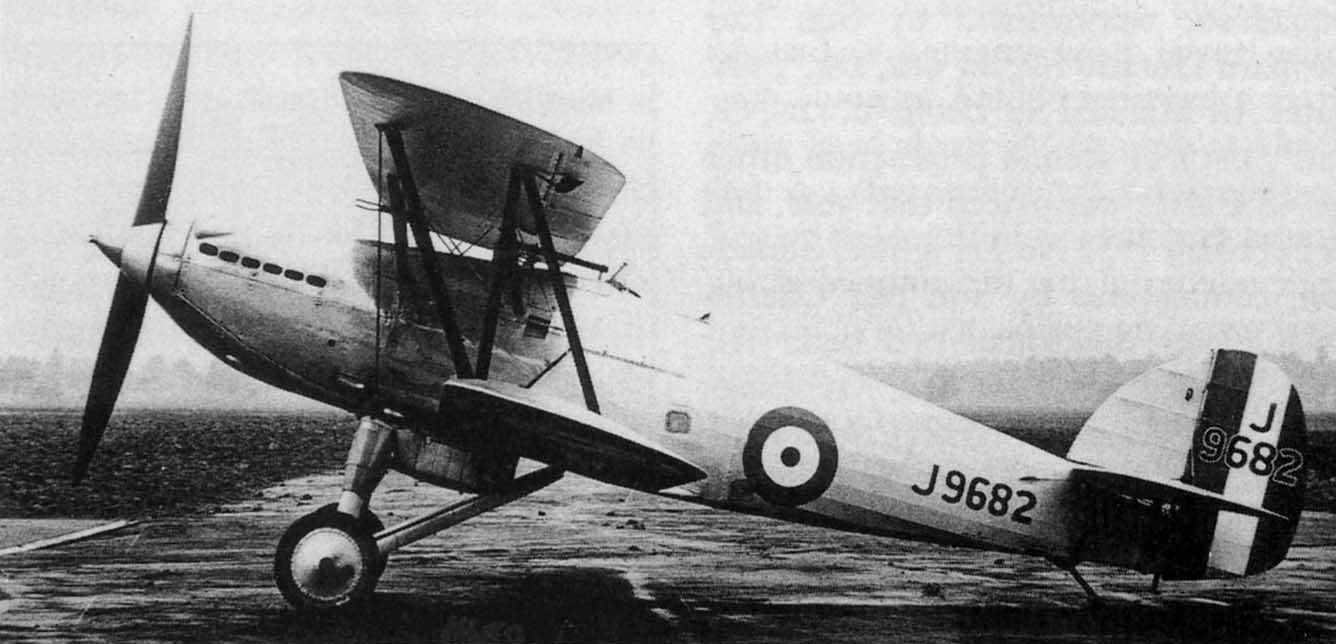
L'Hawker Hornet, prototipo e precursore del Fury.

- Hornet: primo velivolo della serie; prototipo (matricola J9682), dotato di motore Rolls Royce F.XIA e successivamente F.XIS, costruito in risposta alla specifica F.20/27; volò nel marzo del 1929;
- Fury Mk I: versione di serie dal 1931 con motore Kestre IIS, sulla base della specifica 13/30 (84 esemplari costruiti fino al 1933);
- Intermediate Fury: prototipo (matricola G-ABSE) costruito dalla Hawker per testare motorizzazioni successive (Kestrel IVS e Goshawk) e carrello a sbalzo e carenato;
- High Speed Fury: nuovo prototipo (K3586) per la sperimentazione di nuove motorizzazioni (Goshawk III e Rolls Royce P.V.12) e diverse configurazioni alari; diede origine alla versione Mk II;
- Fury Mk II: versione di serie dal 1936 in base alla specifica 6/35, impiegavano motori Kestrel VI; (112 esemplari, di cui 89 prodotti dalla General Aircraft Ltd.);

### Varianti per l'esportazione
- Norwegian Fury: 1 esemplare per valutazioni, consegnato nel 1932; dotato di motore radiale Armstrong Siddeley Panther IIIA, non ebbe seguito di ordini;
- Persian Fury (I): 16 esemplari dotati di motori Pratt & Withney Hornet, consegnati nel 1933;
- Persian Fury (II): 6 esemplari con motori Bristol Mercury VIS2, consegnati nel 1935 (vennero ri-motorizzati anche alcuni esemplari della serie I;

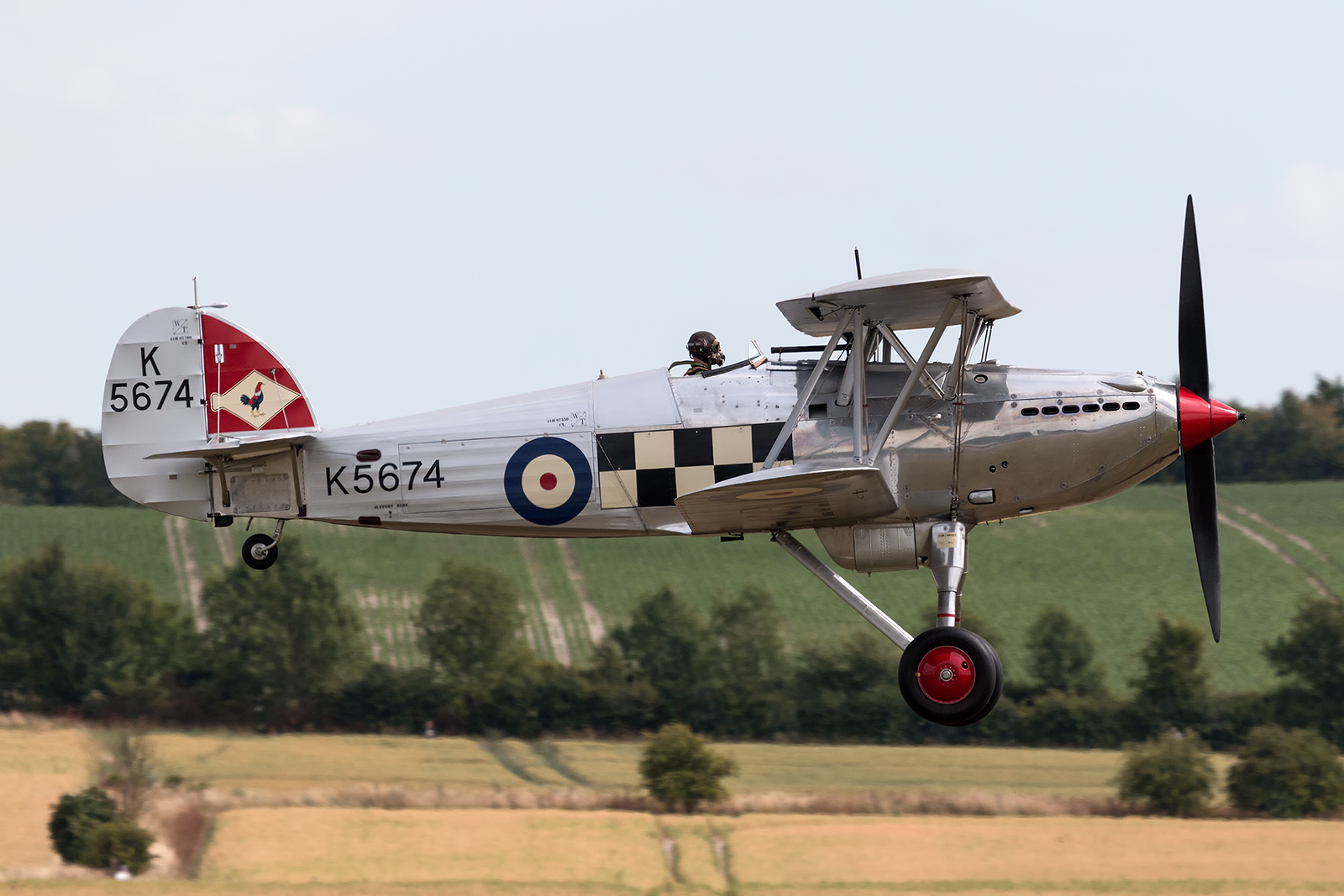
Hawker Fury in atterraggio a Duxford

- Hawker Fury in atterraggio a DuxfordPortuguese Fury: 3 esemplari di Mk I, consegnati nel 1934;
- Spanish Fury: 3 esemplari consegnati nel giugno 1936, con motore Hispano Suiza 12Xbrs e carrello a sbalzo;
- Yugoslav Fury (I): 6 esemplari di Mk I, consegnati nel 1932;
- Yugoslav Fury (II): 10 esemplari di Mk II, armati di 4 mitragliatrici, consegnati tra il 1936 ed il '37; avevano carrello a sbalzo.

## Utilizzatori
Norvegia
- Hærens Flyvevesen

 Iran
- Niru-ye Havayi-ye Shahanshahiy-e Iran

 Portogallo
- Arma da Aeronáutica Militar

 Regno Unito
- Royal Air Force

 Seconda repubblica spagnola
- Fuerzas Aéreas de la República Española

 Sudafrica
- South African Air Force

 Jugoslavia
- Jugoslovensko kraljevsko ratno vazduhoplovstvo i pomorska avijacija

Dati tratti da L'Aviazione.